# Puentes Trillizos

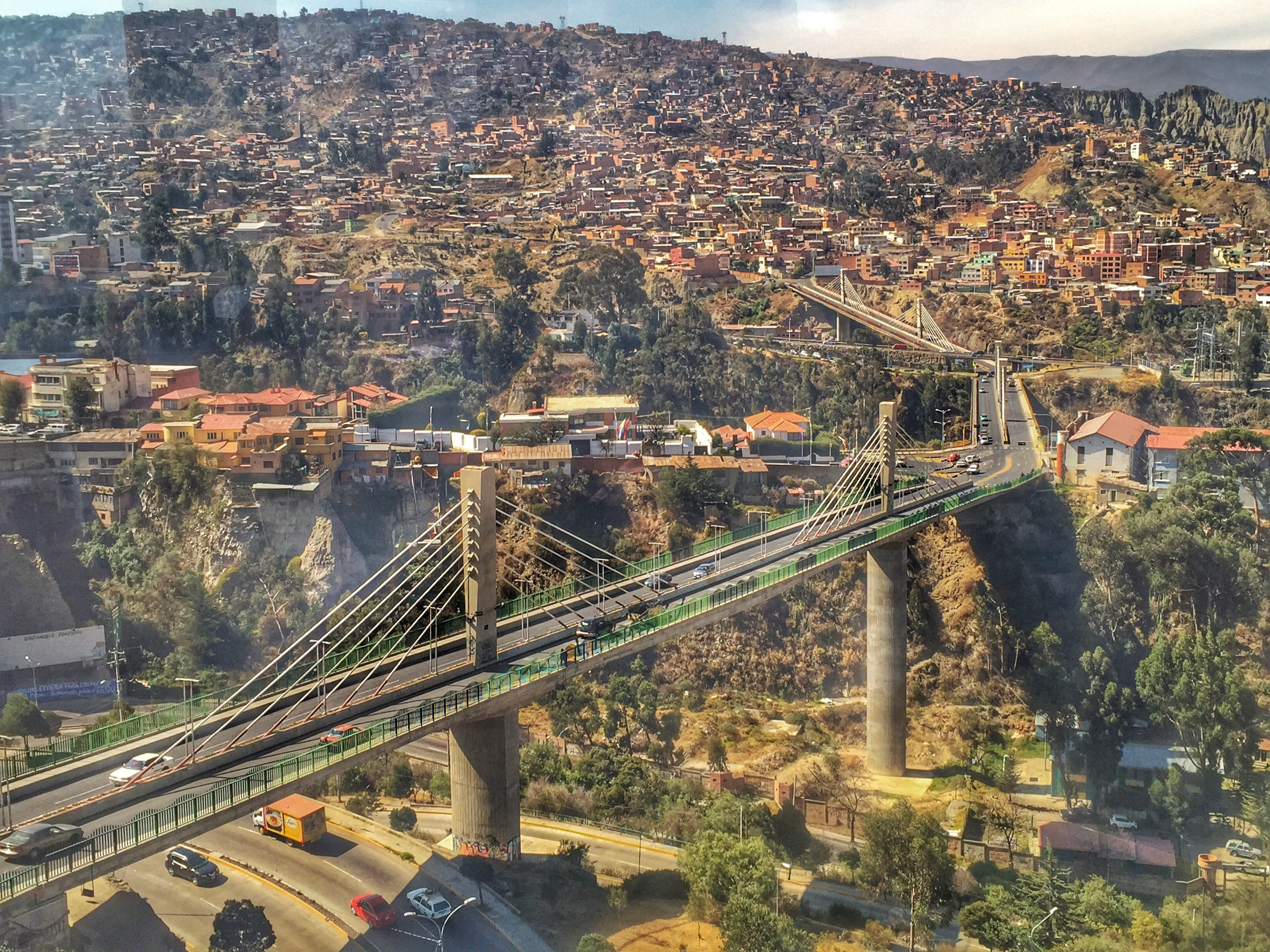
Blick über die Brücken in Richtung Osten

Die Puentes Trillizos (dt.: Drillingsbrücken) in der bolivianischen Stadt La Paz sind ein Ensemble aus drei Brücken, die im November 2010 eröffnet wurden. Für die Brücken wurden die Namen „Libertad“, „Unión“ und „Independencia“ ausgewählt, was übersetzt „Freiheit“, „Einigkeit“ und „Unabhängigkeit“ bedeutet. Die drei Brücken verbinden den Osten und den Westen von La Paz, die durch mehrere tiefe Täler getrennt sind. Besonders der Stadtteil „Cuarto Centenario“ profitiert von dem Bau, da durch ihn die Fahrtzeit in fast alle Richtungen deutlich gesunken ist.
Die östlichste Brücke, Puente Independencia, führt von Villa Armonía bis zur Avenida Los Leones, sie hat eine Länge von 218,50 m. Die Puente Unión führt über den Río Chokeyapu von der Avenida Los Leones bis zur Plaza Confucio und erreicht eine Länge von 191,50 m. Puente Libertad, die dritte und westlichste Brücke, führt von der Plaza Confucio bis zum Stadtteil Sopocachi und ist mit 233,50 m die längste der drei Brücken.
Die Brücken sind in den bolivianischen Nationalfarben gestrichen, so ist die Puente Independencia rot, die Puente Unión gelb und die Puente Libertad grün.
Die Kosten für den Bau betrugen 19,5 Mio. US-Dollar, das Geld wurde von der Lateinamerikanischen Entwicklungsbank geliehen.
Der höchste Pfeiler ist 45 m hoch, und es wird eine maximale Höhe von 60 m über dem Fluss Río Chokeyapu erreicht.